# Gweek
Gweek – wieś w Anglii, w Kornwalii. Leży 24 km na wschód od miasta Penzance i 391 km na południowy zachód od Londynu. W 2001 miejscowość liczyła 581 mieszkańców.